# Хандлова
Хандлова (слч. Handlová, мађ. Nyitrabánya) град је у Словачкој, у оквиру Тренчинског краја.

## Географија
Хандлова је смештена у средишњем делу државе. Главни град државе, Братислава, налази се 190 km југозападно од града.
Рељеф: Хандлова се развила у долини речице Хандловке. Надморска висина града је око 420 m. Западно од града издиже се планина Втачник, док се јужно издиже Жјар.
Клима: Клима у Хандлови је умерено континентална.
Воде: Кроз Хандлову протиче истоимена речица Хандловка. Она дели град на два дела.

## Историја
Људска насеља на овом простору датирају још из праисторије. Насеље под данашњим именом први пут се спомиње у 1376. г., а 1960. г. насеље је добило градска права. Током следећих векова град је био у саставу Угарске као обласно трговиште.
Крајем 1918. г. Хандлова је постала део новоосноване Чехословачке. У време комунизма град је нагло индустријализован, па је дошло до наглог повећања становништва. После осамостаљења Словачке град је постао њено значајно средиште, али је дошло и до проблема везаних за преструктурирање привреде.

## Становништво
| Година:    | 1994.  | 2004.   | 2014.   | 2024.    |
| ---------- | ------ | ------- | ------- | -------- |
| Број људи: | 18 185 | 17 805  | 17 518  | 15 457   |
| Разлика:   |        | -2,08 % | -1,61 % | -11,76 % |

| Година:    | 2023.  | 2024.   |
| ---------- | ------ | ------- |
| Број људи: | 15 608 | 15 457  |
| Разлика:   |        | -0,96 % |

Данас Хандлова има нешто мање од 19.000 становника и последњих година број становника опада.
Етнички састав: По попису из 2001. г. састав је следећи:
- Словаци - 96,1%,
- Роми - 0,9%,
- Чеси - 0,8%,
- остали.

Верски састав: По попису из 2001. г. састав је следећи:
- атеисти - 46,1%,
- римокатолици - 44,7%,
- лутерани - 2,4%,
- остали.